# Anastrebla modestini
Anastrebla modestini är en tvåvingeart som beskrevs av Wenzel 1966. Anastrebla modestini ingår i släktet Anastrebla och familjen lusflugor. Inga underarter finns listade i Catalogue of Life.